# Corneno
Corneno è una frazione del comune italiano di Eupilio posta a nord del centro abitato, nei pressi di Mariaga. Costituì un comune autonomo fino al 1757.

## Storia
Corneno fu un antico comune del Milanese registrato agli atti del 1751 come un villaggio con istituzioni proprie. Il paese era sede di una propria parrocchia al pari della vicinissima Galliano, e l'editto di riforma dell'amministrazione milanese emanato nel 1757 dall'imperatrice Maria Teresa unì entrambi i luoghi sotto il confinante comune di Penzano.